# روث هيوارد
روث هيوارد (بالإنجليزية: Ruth Hayward)‏ (وُلدت في 29 يوليو 1934)، هي مهندسة ونحاتة وناشطة في العمل الخيري، ومعروفة أيضًا بتماثيلها للشخصيات العامة في سان دييغو. عاشت هيوارد في سان دييغو في عام 1987، وقد تم تكريمها من قبل جمعية الشابات المسيحيات (YWCA) بتكريمها لعملها كمهندسة في مجال التقنيات وشركة جنرال ديناميكس وكمتطوعة في مركز راشيل النسائي للمُشرّدين.

## عملها كمهندسة
أصبحت هيوارد مهندسة في الستينات من القرن الماضي بينما كانت تعمل في شركة جنرال ديناميكس. التحق عدد قليل جدًا من النساء في ذلك الوقت بهذا المجال. شاركت هيوارد خلال 38 عامًا من عملها في شركة جنرال دايناميكس في مشروع تحديد أجهزة بث الراديو للمساعدة في تحديد مواقع العدو. كان الهدف الأساسي من حياتها المهنية هو العمل على الكشف عن المتفجرات تحت الأرض، وهو عمل ربما أنقذ مئات الأرواح.

## عملها كفنانة
بعد تقاعدها من جنرال ديناميكس، درست هايوارد النحت مع ديكسون، وتخصص في نحت الشكل البشري. تعكس دقة عملها مهاراتها الهندسية وحبها للتصوير الفوتوغرافي والشكل الإنساني.
يتم عرض أربعة من أعمالها البرونزية البارزة بالحجم الطبيعي لسان ديجان في سان دييغو في بالبوا بارك. كما يحتوي المنتزه على منحوتات بالحجم الكامل لكل من
- جورج مارستون عام (1946)، والمعروفة باسم أول مواطن في سان دييغو[5]
- إفرايم وييد مورس (1823-1906)
- ألونزو هورتون (1813-1909)، العروف ب«أبو سان دييغو».[6][7][8]
- منحوتة هيوارد ل «أم سان دييغو»، عالمة النبات ومهندسة المناظر الطبيعية وكيت سيشنز، حيث تقف فيها بشكل منفصل.[4][9]

تشمل المنحوتات العامة الأخرى لهيوارد في سان دييغو هايوارد، تمثال نصفي لإلين براوننغ-سكريبس في مستشفى سكريبس غرين، وتمثال نصفي لليلي توملن في مركز راشيل للنساء في وسط مدينة سان دييغو، وتمثال برونزي في معرض تيمكين، في بالبوا بارك لمديرها المؤسس والتر أميس، وتمثال نصفي لمارغريت سيلرز في مركز تجهيز وتوزيع مارجريت إل. سيلرز في الولايات المتحدة على طريق رانشو كارميل. ومن الأعمال الخاصة التي أقيمت هناك أيضًا تمثال لكارين كيلتنر، ومنحوتة بالحجم الطبيعي للطبيبة باربرا ليفي من سياتل. [3]
تم استخدام صور الحياة البرية والطبيعة الخاصة بهيوارد من قِبَل منظمة الحفاظ لى تراث سان دييغو ومنظمات محلية أخرى. سافرت هيوارد حول قارات العالم السبع وأخذت العديد من الصور أينما ذهبت.
تم تكريم روث هيوارد من قِبَل جمعية لا جولا التاريخية في 15 سبتمبر 2011، لعملها كفنانة، ولتبرعها بتمثال نصفي لإلين براوننج سكريبس.
اعترف متحف سان دييغو للفن التشكيلي بفن هايوارد باختيارها كواحدة من بين 100 فنان استثنائي من سان دييغو في مشروع سنتينيال. كان عملها جزءًا من المعرض في متحف أوشنسايد للفنون بعنوان «100 فنان و100 عام» من 18 أبريل إلى 26 يوليو 2015.

## أعمالها الخيرية
دعمت هايوارد المؤسسات الخيرية في سان دييغو، بما في ذلك مؤسسة مدينة جميلة من سان دييغو، ومؤسسة سان دييغو ريفر بارك وأوبرا سان دييغو. حفل تاريخ خيوارد بعشرين عامًا من الخدمة في مجلس إدارة مركز راشيل للنساء، وهي مأوى للنساء بلا مأوى، والتي كانت عضوًا مؤسسًا لها. شغلت هيوار أيضًا منصب الرئيس السابق لمشروع الحياة البرية، وهي مجموعة سان دييغو التي تعيد تأهيل الثدييات والطيور المصابة.